# Kotlin (città)
Kotlin è un comune rurale polacco del distretto di Jarocin, nel voivodato della Grande Polonia.
Ricopre una superficie di 84,08 km² e nel 2007 contava 7 212 abitanti.